# Malaika (Band)
Malaika ist eine südafrikanische Afro-Pop-Band, deren Stil sich am besten als Post-Kwaito, Post-Mbaqanga und Neo Soul beschreiben lässt. Die Band besteht aus den drei Musikern Bongani Nchanga, Jadu Ndaba – beide geboren in Klerksdorp und von der Vorgängerband Stouters – sowie dem ehemaligen Lehrer Matshediso Mholo, geboren in Lichtenburg. Der Bandname geht möglicherweise auf das ostafrikanische Lied Malaika zurück. Ab 2008 trat Malaika als Duo auf, ein Plattenvertrag wurde nicht erfüllt.

## Auszeichnungen
- 2004: Kora Award in den Kategorien Beste Künstler Südliches Afrika und Entdeckung des Jahres
- 2005: Kora Award in der Kategorie Beste Künstler Südliches Afrika
- 2006: Channel O Music Video Awards in der Kategorie Bestes Duo or Group[2]

## Diskografie
- Malaika – siebenfach Platin (über 350.000 Alben verkauft)
- Vuthelani
- 2007: Sekunjalo